# Grand Prix Kanady 2005
Grand Prix Kanady 2005 – ósma runda Mistrzostw Świata Formuły 1 w sezonie 2005.

## Wyniki sesji
| Legenda oznaczeń w tabelach wyników Wyświetl szablon na nowej stronie | Legenda oznaczeń w tabelach wyników Wyświetl szablon na nowej stronie                                                                     |
| Oznaczenie                                                            | Wyjaśnienie |
| --------------------------------------------------------------------- | --- |
| Złoty                                                                 | Zwycięzca lub mistrzostwo |
| Srebrny                                                               | 2. miejsce lub wicemistrzostwo |
| Brązowy                                                               | 3. miejsce lub II wicemistrzostwo |
| Zielony                                                               | Ukończył, punktował (w klasyfikacji generalnej, gdy zdobył co najmniej jeden punkt na przestrzeni sezonu, poza trzema powyższymi opcjami) |
| Niebieski                                                             | Ukończył, nie punktował (w klasyfikacji generalnej, gdy nie zdobył co najmniej jednego punktu na przestrzeni sezonu)                      |
| Czerwony                                                              | Nie zakwalifikował się (NZ) |
| Czerwony                                                              | Nie prekwalifikował się (NPK) |
| Różowy                                                                | Nie ukończył (NU) |
| Różowy                                                                | Niesklasyfikowany (NS) (w klasyfikacji generalnej, gdy nie został sklasyfikowany w żadnym wyścigu sezonu)                                 |
| Czarny                                                                | Zdyskwalifikowany (DK) |
| Czarny                                                                | Wykluczony (WYK/EX) |
| Biały                                                                 | Nie wystartował (NW) |
| Biały                                                                 | Kontuzjowany (K/INJ) |
| Biały                                                                 | Wyścig odwołany (OD/C) |
| Bez koloru                                                            | Został wycofany (WYC/WD) |
| Bez koloru                                                            | Nie przybył (NP/DNA) |
| Bez koloru                                                            | Nie brał udziału w treningach (NT/DNP) |
| Bez koloru                                                            | Nie został zgłoszony (–) |
| Pogrubienie                                                           | Start z pole position |
| Kursywa                                                               | Najszybsze okrążenie wyścigu |
| †                                                                     | Nie ukończył, ale jego rezultat został zaliczony ze względu na przejechanie więcej niż 90% dystansu wyścigu.                              |
| *                                                                     | Sezon w trakcie |
| 1/2/3                                                                 | Punktowana pozycja w sprincie kwalifikacyjnym                                                                                             |
| Lista systemów punktacji Formuły 1                                    | |

### Sesje Treningowe
| Sesja | Nr | Kierowca         | Konstruktor      | Czas     |
| ----- | -- | ---------------- | ---------------- | -------- |
| 1     | 35 | Pedro de la Rosa | McLaren-Mercedes | 1:16.415 |
| 2     | 35 | Pedro de la Rosa | McLaren-Mercedes | 1:14.662 |
| 3     | 5  | Fernando Alonso  | Renault          | 1:15.582 |
| 4     | 9  | Kimi Räikkönen   | McLaren-Mercedes | 1:14.232 |

### Kwalifikacje
| P  | Imię i nazwisko      | Kraj            | Nazwa stajni      | Opony       | Okr. | Czas     | Strata   |
| -- | -------------------- | --------------- | ----------------- | ----------- | ---- | -------- | -------- |
| 1  | Jenson Button        | Wielka Brytania | BAR-Honda         | Michelin    | 3    | 1:15.217 |          |
| 2  | Michael Schumacher   | Niemcy          | Ferrari           | Bridgestone | 3    | 1:15.475 | 0:00.258 |
| 3  | Fernando Alonso      | Hiszpania       | Renault           | Michelin    | 3    | 1:15.561 | 0:00.344 |
| 4  | Giancarlo Fisichella | Włochy          | Renault           | Michelin    | 3    | 1:15.577 | 0:00.360 |
| 5  | Juan Pablo Montoya   | Kolumbia        | McLaren-Mercedes  | Michelin    | 3    | 1:15.669 | 0:00.452 |
| 6  | Takuma Satō          | Japonia         | BAR-Honda         | Michelin    | 3    | 1:15.729 | 0:00.512 |
| 7  | Kimi Räikkönen       | Finlandia       | McLaren-Mercedes  | Michelin    | 3    | 1:15.923 | 0:00.706 |
| 8  | Jacques Villeneuve   | Kanada          | Sauber-Petronas   | Michelin    | 3    | 1:16.116 | 0:00.899 |
| 9  | Jarno Trulli         | Włochy          | Toyota            | Michelin    | 3    | 1:16.201 | 0:00.984 |
| 10 | Ralf Schumacher      | Niemcy          | Toyota            | Michelin    | 3    | 1:16.362 | 0:01.145 |
| 11 | Felipe Massa         | Brazylia        | Sauber-Petronas   | Michelin    | 3    | 1:16.661 | 0:01.444 |
| 12 | David Coulthard      | Wielka Brytania | Red Bull-Cosworth | Michelin    | 3    | 1:16.890 | 0:01.673 |
| 13 | Nick Heidfeld        | Niemcy          | Williams-BMW      | Michelin    | 3    | 1:17.749 | 0:01.864 |
| 14 | Mark Webber          | Australia       | Williams-BMW      | Michelin    | 3    | 1:17.749 | 0:02.532 |
| 15 | Christijan Albers    | Holandia        | Minardi-Cosworth  | Bridgestone | 3    | 1:18.214 | 0:02.997 |
| 16 | Christian Klien      | Austria         | Red Bull-Cosworth | Michelin    | 3    | 1:18.249 | 0:03.032 |
| 17 | Narain Karthikeyan   | Indie           | Jordan-Toyota     | Bridgestone | 3    | 1:18.664 | 0:03.447 |
| 18 | Tiago Monteiro       | Portugalia      | Jordan-Toyota     | Bridgestone | 3    | 1:19.034 | 0:03.817 |
| 19 | Patrick Friesacher   | Austria         | Minardi-Cosworth  | Bridgestone | 3    | 1:19.574 | 0:04.357 |
| 20 | Rubens Barrichello   | Brazylia        | Ferrari           | Bridgestone |      |          |          |

### Wyścig

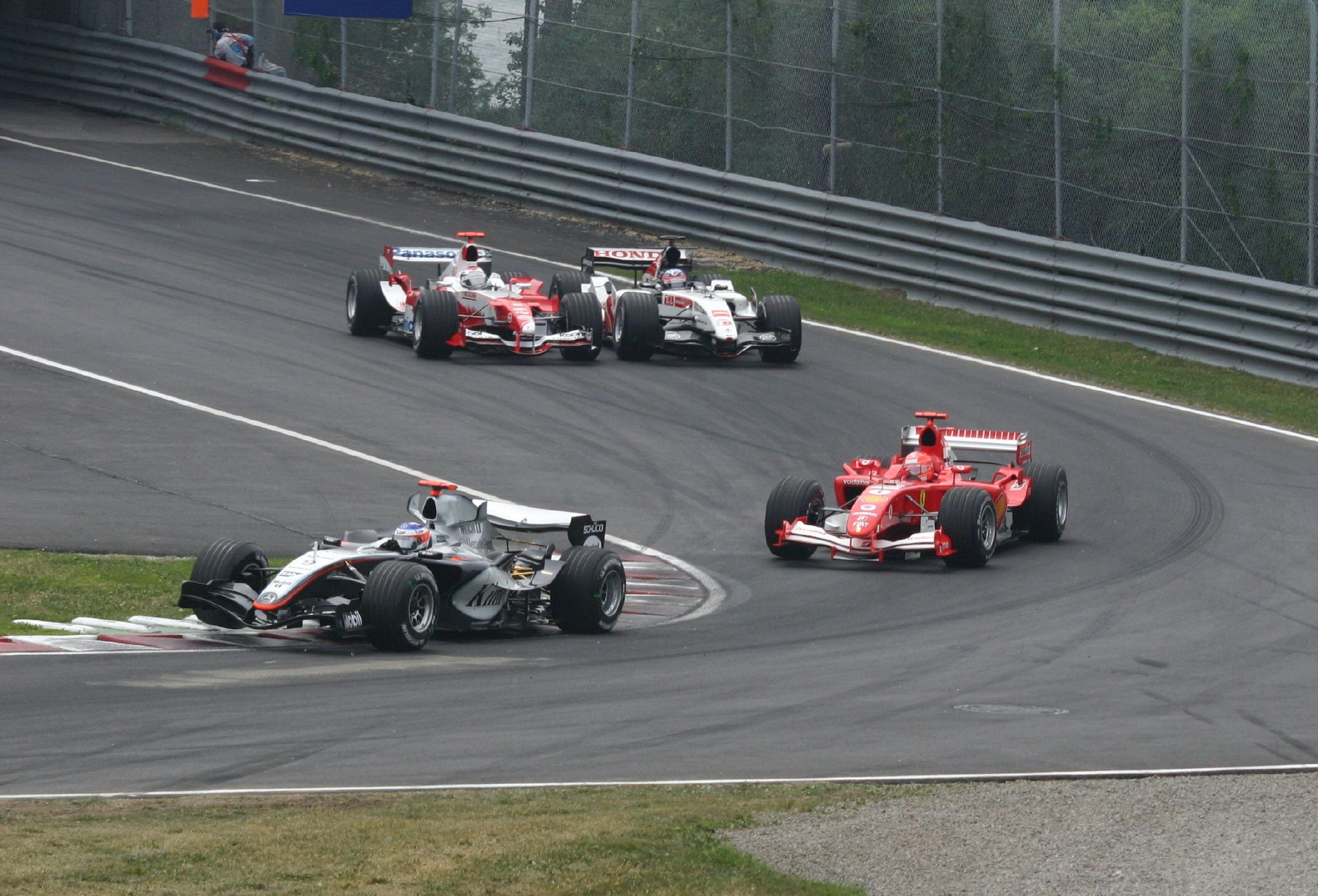
Kimi Räikkönen, Michael Schumacher, Jarno Trulli i Takuma Satō na czwartym okrążeniu wyścigu

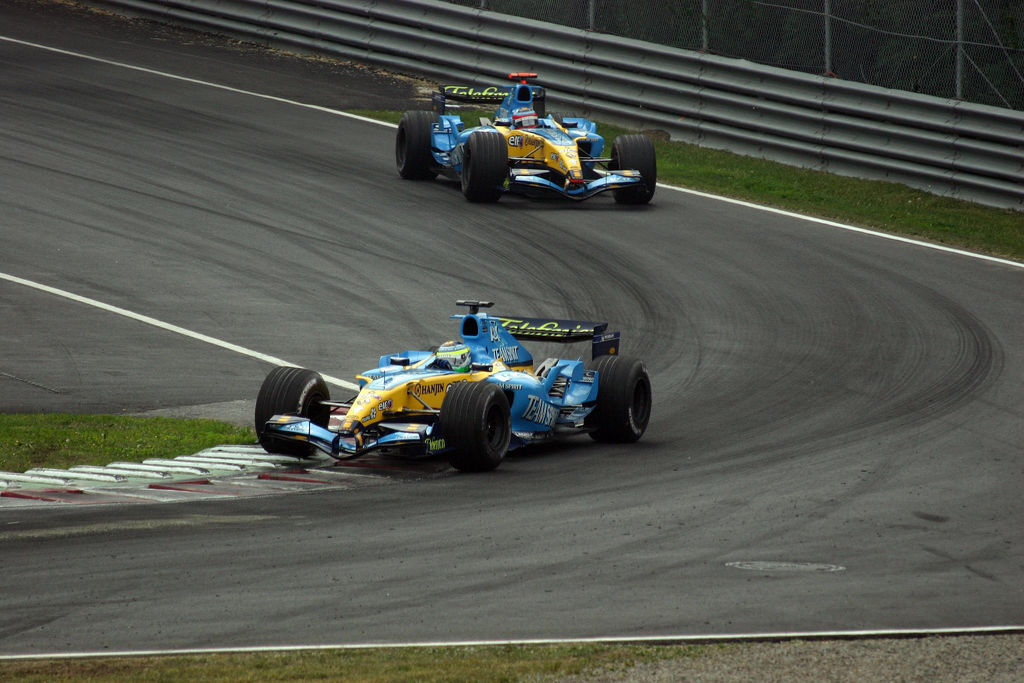
Giancarlo Fisichella i Fernando Alonso na wczesnym etapie wyścigu

| P                 | + / –     | Nr | Kierowca             | Konstruktor       | Opony | Okr. | Czas / Strata | Komentarz   |
| ----------------- | --------- | -- | -------------------- | ----------------- | ----- | ---- | ------------- | ----------- |
| 1                 | 6         | 9  | Kimi Räikkönen       | McLaren-Mercedes  | M     | 70   | 1h32:09.290   |             |
| 2                 | Bez zmian | 1  | Michael Schumacher   | Ferrari           | B     | 70   | +0:01.137     |             |
| 3                 | 17        | 2  | Rubens Barrichello   | Ferrari           | B     | 70   | +0:40.483     | [ 1 ]       |
| 4                 | 7         | 11 | Felipe Massa         | Sauber-Petronas   | M     | 70   | +0:55.139     |             |
| 5                 | 9         | 7  | Mark Webber          | Williams-BMW      | M     | 70   | +0:55.779     |             |
| 6                 | 4         | 17 | Ralf Schumacher      | Toyota            | M     | 69   | +1 okr.       |             |
| 7                 | 5         | 14 | David Coulthard      | Red Bull-Cosworth | M     | 69   | +1 okr.       |             |
| 8                 | 8         | 15 | Christian Klien      | Red Bull-Cosworth | M     | 69   | +1 okr.       |             |
| 9                 | 1         | 12 | Jacques Villeneuve   | Sauber-Petronas   | M     | 69   | +1 okr.       |             |
| 10                | 8         | 18 | Tiago Monteiro       | Jordan-Toyota     | B     | 67   | +3 okr.       |             |
| 11                | 4         | 20 | Christijan Albers    | Minardi-Cosworth  | B     | 67   | +3 okr.       |             |
| Niesklasyfikowani |           |    |                      |                   |       |      |               |             |
|                   |           | 16 | Jarno Trulli         | Toyota            | M     | 62   |               | hamulce     |
|                   |           | 3  | Jenson Button        | BAR-Honda         | M     | 46   |               | wypadek     |
|                   |           | 8  | Nick Heidfeld        | Williams-BMW      | M     | 43   |               | silnik      |
|                   |           | 4  | Takuma Satō          | BAR-Honda         | M     | 40   |               | hamulce     |
|                   |           | 21 | Patrick Friesacher   | Minardi-Cosworth  | B     | 39   |               | hydraulika  |
|                   |           | 5  | Fernando Alonso      | Renault           | M     | 38   |               | zawieszenie |
|                   |           | 6  | Giancarlo Fisichella | Renault           | M     | 32   |               | hydraulika  |
|                   |           | 19 | Narain Karthikeyan   | Jordan-Toyota     | B     | 24   |               | zawieszenie |
| Zdyskwalifikowani |           |    |                      |                   |       |      |               |             |
|                   |           | 10 | Juan Pablo Montoya   | McLaren-Mercedes  | M     | 52   |               | [ 2 ]       |
| P                 | + / –     | Nr | Kierowca             | Konstruktor       | Opony | Okr. | Czas / Strata | Komentarz   |

## Klasyfikacja po wyścigu

### Kierowcy
| P  | +/- | Imię i nazwisko      | Kraj            | Stajnia           | PKT | 1 miejsca | 2 miejsca | 3 miejsca | P. pos |
| -- | --- | -------------------- | --------------- | ----------------- | --- | --------- | --------- | --------- | ------ |
| 1  | 0   | Fernando Alonso      | Hiszpania       | Renault           | 59  | 4         | 1         | 1         | 2      |
| 2  | 0   | Kimi Räikkönen       | Finlandia       | McLaren-Mercedes  | 37  | 3         | 0         | 1         | 3      |
| 3  | -1  | Jarno Trulli         | Włochy          | Toyota            | 27  | 0         | 2         | 1         | 0      |
| 4  | 0   | Nick Heidfeld        | Niemcy          | Williams-BMW      | 25  | 0         | 2         | 1         | 1      |
| 5  | +3  | Michael Schumacher   | Niemcy          | Ferrari           | 24  | 0         | 2         | 0         | 0      |
| 6  | -1  | Mark Webber          | Australia       | Williams-BMW      | 22  | 0         | 0         | 1         | 0      |
| 7  | +3  | Rubens Barrichello   | Brazylia        | Ferrari           | 21  | 0         | 1         | 2         | 0      |
| 8  | -2  | Ralf Schumacher      | Niemcy          | Toyota            | 20  | 0         | 0         | 0         | 0      |
| 9  | -3  | Giancarlo Fisichella | Włochy          | Renault           | 17  | 1         | 0         | 0         | 1      |
| 10 | +1  | David Coulthard      | Wielka Brytania | Red Bull-Cosworth | 17  | 0         | 0         | 0         | 0      |
| 11 | -3  | Juan Pablo Montoya   | Kolumbia        | McLaren-Mercedes  | 16  | 0         | 0         | 0         | 0      |
| 12 | +4  | Felipe Massa         | Brazylia        | Sauber-Petronas   | 7   | 0         | 0         | 0         | 0      |
| 13 | -1  | Alexander Wurz       | Austria         | McLaren-Mercedes  | 6   | 0         | 0         | 1         | 0      |
| 14 | -1  | Jacques Villeneuve   | Kanada          | Sauber-Petronas   | 5   | 0         | 0         | 0         | 0      |
| 15 | 0   | Christian Klien      | Austria         | Red Bull-Cosworth | 4   | 0         | 0         | 0         | 0      |
| 16 | -1  | Pedro de la Rosa     | Hiszpania       | McLaren-Mercedes  | 4   | 0         | 0         | 0         | 0      |
| 17 | 0   | Vitantonio Liuzzi    | Włochy          | Red Bull-Cosworth | 1   | 0         | 0         | 0         | 0      |

### Konstruktorzy
| P | +/- | Nazwa stajni      | PKT | 1 miejsca | 2 miejsca | 3 miejsca |
| - | --- | ----------------- | --- | --------- | --------- | --------- |
| 1 | 0   | Renault           | 76  | 5         | 1         | 1         |
| 2 | 0   | McLaren-Mercedes  | 63  | 3         | 0         | 2         |
| 3 | +1  | Williams-BMW      | 47  | 0         | 2         | 2         |
| 3 | -1  | Toyota            | 47  | 0         | 2         | 1         |
| 5 | 0   | Ferrari           | 45  | 0         | 3         | 2         |
| 6 | 0   | Red Bull-Cosworth | 22  | 0         | 0         | 0         |
| 7 | 0   | Sauber-Petronas   | 12  | 0         | 0         | 0         |